# Alucita ochriprota
Alucita ochriprota là một loài bướm đêm thuộc họ Alucitidae. Loài này có ở Nam Phi.